# 伊藤俊吾
伊藤 俊吾（いとう しゅんご、1976年11月25日 - ）は、日本のボーカリスト・作詞家・作曲家・シンガーソングライターであり、音楽バンド「キンモクセイ」のメンバーである。神奈川県相模原市出身。血液型はAB型。

## 経歴
- 神奈川県立相武台高等学校（現・神奈川県立相模原青陵高等学校）卒業。
- 2001年 キンモクセイのボーカルとしてデビュー。
- 2008年 キンモクセイ活動休止を発表[1]。ソロ活動開始。
- 2009年 DEENのアルバム『LOVERS CONCERTO』収録曲の「Glory Day feat.イトウシュンゴ」にて、イトウシュンゴ名義でゲストボーカルとして参加。DEENのライブにもゲスト出演をする。
- 2014年 ソロ活動再開。
- 2016年 アルバム販売と同時に個人レーベル｢YOJOHAN RECORD｣を立ち上げた。
- 2017年 サトミツ＆ザ・トイレッツ『ホワイト・アルバム』で2度目のメジャーデビュー[2]。
- 2018年 キンモクセイ活動再開（急始）を発表。同年10月21日「さがみはらフェスタ」に出演し、再開を果たす。

## 人物
- キンモクセイでの主な担当はボーカル・ギター・キーボードであり、メインソングライターを務める。
- ニックネームは「イトシュン」「イトスン」「スン」など。

## 作品

### シングル
|   | タイトル             | 発売日        | 収録曲 |
| - | -------------------- | ------------- | --- |
| 1 | みんなのそら         | 2014年8月9日  | 1. みんなのそら 2. 僕はたぶん 3. うれしいんだな（'08 DEMO） 4. みんなのそら（カラオケ） 5. 僕はたぶん（カラオケ）                           |
| 2 | 僕がいなくなっても   | 2015年8月7日  | 1. 僕がいなくなっても 2. ふかみどり 3. 真夏の夢が消える頃 4. 僕がいなくなっても（inst） 5. ふかみどり（inst） 6. 真夏の夢が消える頃（inst） |
| 3 | あたりまえの事だけど | 2015年11月7日 | 1. あたりまえの事だけど 2. 人にやさしく 3. 大事なプレゼント’08デモver 4. あたりまえの事だけど（inst） 5. 人にやさしく（inst）               |
| 4 | ちょうちょ           | 2016年3月18日 | 1. ちょうちょ 2. 今日の全てが 3. ちょうちょ（inst） 4. 今日の全てが（inst） 5. ちょうちょ（1st Take Vo ver）                                |
| 5 | 虹                   | 2017年3月26日 | 1. 虹 2. カラスも帰る17時 3. 密室2016（Live in 青山月見ル君想フ） 4. 虹（inst） 5. カラスも帰る17時（inst）                                 |
| 6 | 日の当たる坂道を     | 2018年5月18日 | 1. 日の当たる坂道を 2. 心ひとり 3. 日本人だもの 4. 日の当たる坂道を（inst） 5. 心ひとり（inst） 6. 日本人だもの（inst）                     |

### アルバム
| タイトル        | 発売日        | 収録曲 |
| --------------- | ------------- | --- |
| 四畳半レコード  | 2016年7月16日 | 1. はじめの一歩 2. 僕がいなくなっても 3. シュガー 4. ちょうちょ 5. ふかみどり 6. 鏡 7. あたりまえの事だけど 8. 僕はたぶん 9. 平日 10. 今日の全てが 11. 8485～黒い恋人～ 12. 真夏の夢が消える頃 13. みんなのそら(Album ver) 14. 大事なプレゼント 2016 Live in 青山月見ル君想フ |
| THE SECOND LIFE | 2019年1月9日  | 1. ひとりで見上げる空 2. 光の三原色 3. サムデイ 4. 日の当たる坂道を 5. 歩け 6. セカンドライフ 7. 虹 8. 心ひとり 9. 神様を信じない日々もジンクスだらけの日々も 10. 明日を残して 11. 僕は自転車で                                                                               |

### 「伊藤俊吾と佐々木良」名義
| タイトル       | 発売日       | 収録曲                      |
| -------------- | ------------ | --------------------------- |
| フツウなぼくら | 2014年8月9日 | 1. フツウなぼくら 2. 須磨子 |

### 楽曲提供
- 乙葉 : 「やさしいピアノ」（2002年、作詞・作曲：伊藤俊吾／演奏：キンモクセイ）
アルバム『OtohaCD Volume 2』収録
- 松たか子 : 「黄昏電車」（2003年、作詞・作曲：伊藤俊吾）
アルバム『harvest songs』に収録
- Emi with 森亀橋 : 「影法師」（2005年、作詞：伊藤俊吾）
- 太田裕美 : 「星屑」（2006年、作詞・作曲：伊藤俊吾）
アルバム『始まりは“まごころ”だった。』収録
- 藤田恵美 : 「果てしない花」（2012年、作詞：Elvis Woodstock／作曲：伊藤俊吾）
アルバム『花束と猫』収録
- 松たか子 : 「いのちがつづく」（2017年、作詞・作曲：伊藤俊吾）
アルバム『明日はどこから』に収録
- まちだガールズクワイア : 「君を忘れない」（2017年、作詞・作曲：伊藤俊吾）
アルバム『Hello to the world』に収録
- NGT48 : 「反省ソーダ」（2018年、作詞：秋元康／作曲：伊藤俊吾）
シングル『春はどこから来るのか?』収録
- コアラモード. ： 「思い出の雨が降る」 （2019年、作詞：伊藤俊吾&あんにゅ／作曲：伊藤俊吾&コアラモード．）
アルバム『空色コントラスト』に収録[3]

### 参加作品
- 「夏のクラクション」（稲垣潤一のカヴァー）
アルバム『真夏のイノセンス 作詞家・売野雅勇 Hits Covers』収録

## ライブ

### ワンマンライブ
- 伊藤俊吾×佐々木良 突発性ツアー"ふたりバーター旅2014夏"　（2014年8月9日～9月7日）
- 伊藤俊吾と佐々木良の"ふたりバーター旅2014寒っ"　（2014年11月28日～2015年1月30日）
- 伊藤俊吾と佐々木良の"ふたりバーター旅 2015"　（2015年4月17日～4月18日）
- 伊藤俊吾 完全ひとりツアー2015『ひとりにしないで』　（2015年8月7日～9月7日）
- 伊藤俊吾 完全ひとりツアー2015『秋冬もひとりにしないで』　（2015年11月7日～12月14日）
- 伊藤俊吾と佐々木良のふたりバーター旅 2016初 〜ひとりにしないDAYS〜　（2016年2月21日～27日）
- 伊藤俊吾 完全ひとりツアー2016『春なのにひとりにしないで』　（2016年3月18日～4月23日）
- 伊藤俊吾 初バンド編成ワンマンライブ2016『バンドのときも、ひとりにしないで』　（2016年6月4日）
- 伊藤俊吾 祝 ソロアルバム完成記念 完全ひとりツアー2016『夏ですよ、ひとりにしないで』　（2016年7月16日～9月17日）
- 〜伊藤俊吾歴40周年記念特別公演〜伊藤俊吾の40歳入門　（2016年11月27日）
- 年末ライブ2016『クリスマスイブに、ひとりにしないで』　（2016年12月24日）
- 伊藤俊吾 完全ひとりツアー2017『春なのに、ひとりにしないで』　（2017年3月26日～5月7日）

## ラジオ
- 伊藤俊吾のザ・ソングス・オーディション「GeTaCha!」　（2008年4月4日～2009年10月2日）